# بتا توکان
بتا توکان یک ستاره است که در صورت فلکی توکان قرار دارد.